# Veenendaal Veenendaal Classic Femenina
La Veenendaal Veenendaal Classic Femenina (oficialmente: Veenendaal Veenendaal Classic) es una competencia ciclista femenina de un día que se disputa en los Países Bajos, con salida y llegada en la ciudad de Veenendaal, en la provincia de Utrech. Es la versión femenina de la carrera del mismo nombre, la cual se disputa desde 1985.
La carrera fue creada en el año 2018 como competencia de categoría 1.1 del calendario internacional femenino de la UCI y su primera edición fue ganada por la ciclista neerlandesa Annemiek van Vleuten.

## Palmarés
| Año  | Ganador              | Segundo             | Tercero          |           |
| ---- | -------------------- | ------------------- | ---------------- | --------- |
| 2018 | Annemiek van Vleuten | Małgorzata Jasińska | Lorena Wiebes    |           |
| 2019 | cancelada            | cancelada           | cancelada        | cancelada |
| 2020 | cancelada            | cancelada           | cancelada        | cancelada |
| 2021 | cancelada            | cancelada           | cancelada        | cancelada |
| 2022 | Gladys Verhulst      | Karlijn Swinkels    | Rachele Barbieri |           |
| 2023 | Lotte Kopecky        | Martina Fidanza     | Daria Pikulik    |           |
| 2024 | Riejanne Markus      | Barbara Guarischi   | Marthe Truyen    |           |

## Palmarés por países
| País         | Victorias |
| ------------ | --------- |
| Países Bajos | 2         |
| Francia      | 1         |
| Bélgica      | 1         |